# Grands Causses
Les Grands Causses, parfois abusivement dénommés en raccourci les Causses, sont une appellation qui désigne un ensemble de hauts plateaux calcaires, de vallées et de gorges situés dans le sud du Massif central. Ils s'élèvent de 700 à 1 200 m d'altitude et s'inscrivent donc dans l'étage montagnard. C'est un milieu de moyenne montagne calcaire.

## Géographie

### Situation

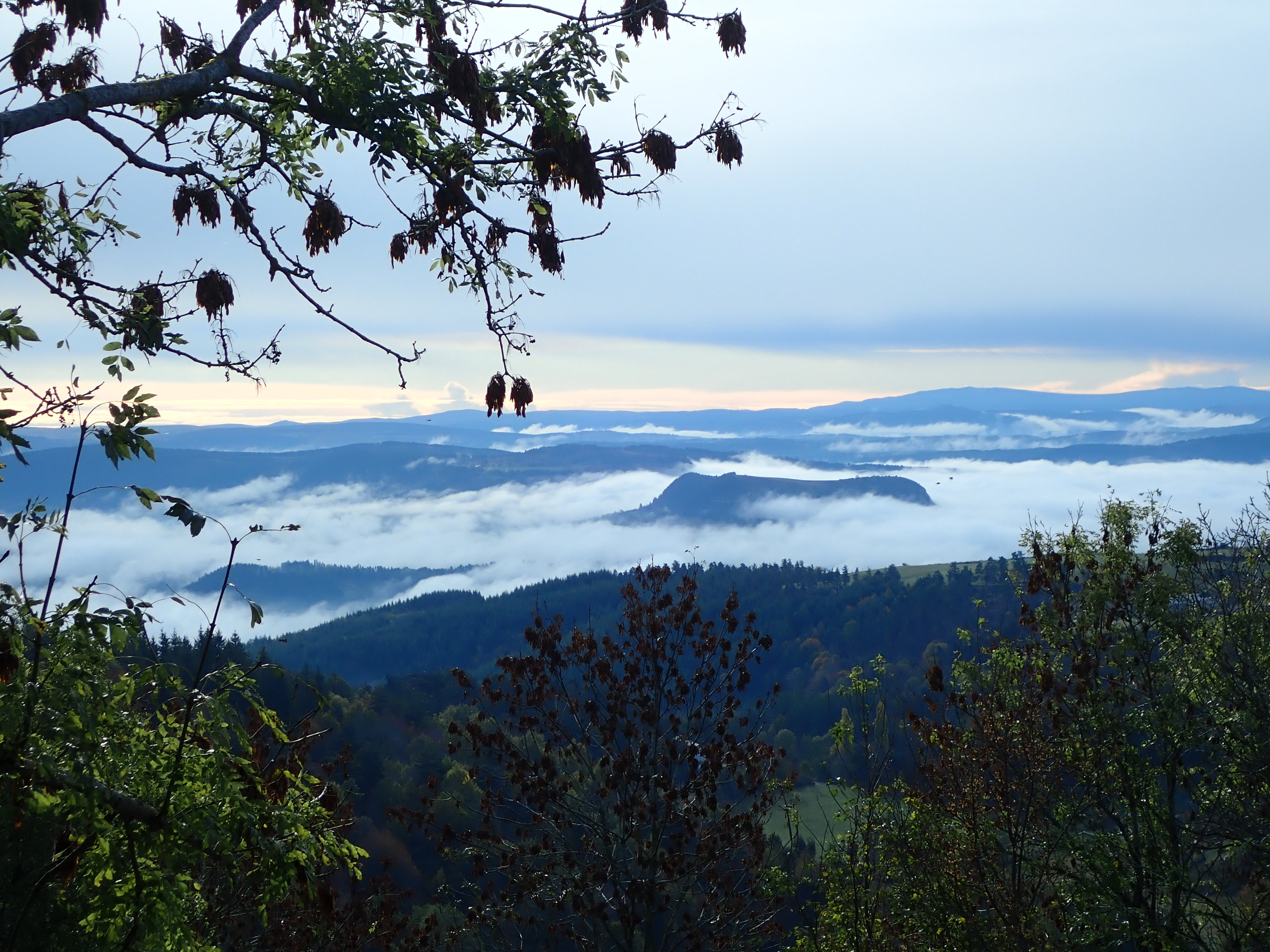
Les Grands Causses vus du nord (premières pentes de l'Aubrac). On remarque en particulier la butte témoin du truc de St Bonnet, avant-poste septentrional du causse de Sauveterre.

Les Grands Causses sont délimités de la façon suivante :
- au nord par l'Aubrac et la Margeride ;
- à l'est par les Cévennes ;
- au sud par le seuil Bédarieux - Le Vigan ;
- à l'ouest par le Lévézou et le Saint-Affricain.

### Sous-ensembles
Les Grands Causses sont formés de sept causses dits « majeurs » :
- le causse Comtal (Aveyron) ;
- le causse de Sévérac (Aveyron) ;
- le causse de Sauveterre (Lozère et Aveyron) ;
- le causse Méjean (Lozère) ;
- le causse Noir (Aveyron, Gard et Lozère) ;
- le causse Rouge (Aveyron) ;
- le causse du Larzac (Aveyron et Hérault).

et d'un grand nombre de petits causses périphériques (exemples : causse de Mende, causse de Blandas, causse de Changefège, causse Bégon, etc.). Ces ensembles sont notamment distingués par leur séparation les uns des autres par un système de gorges profondes.

## Géologie, topographie

### Résumé de l'histoire géologique et géomorphologique de la région

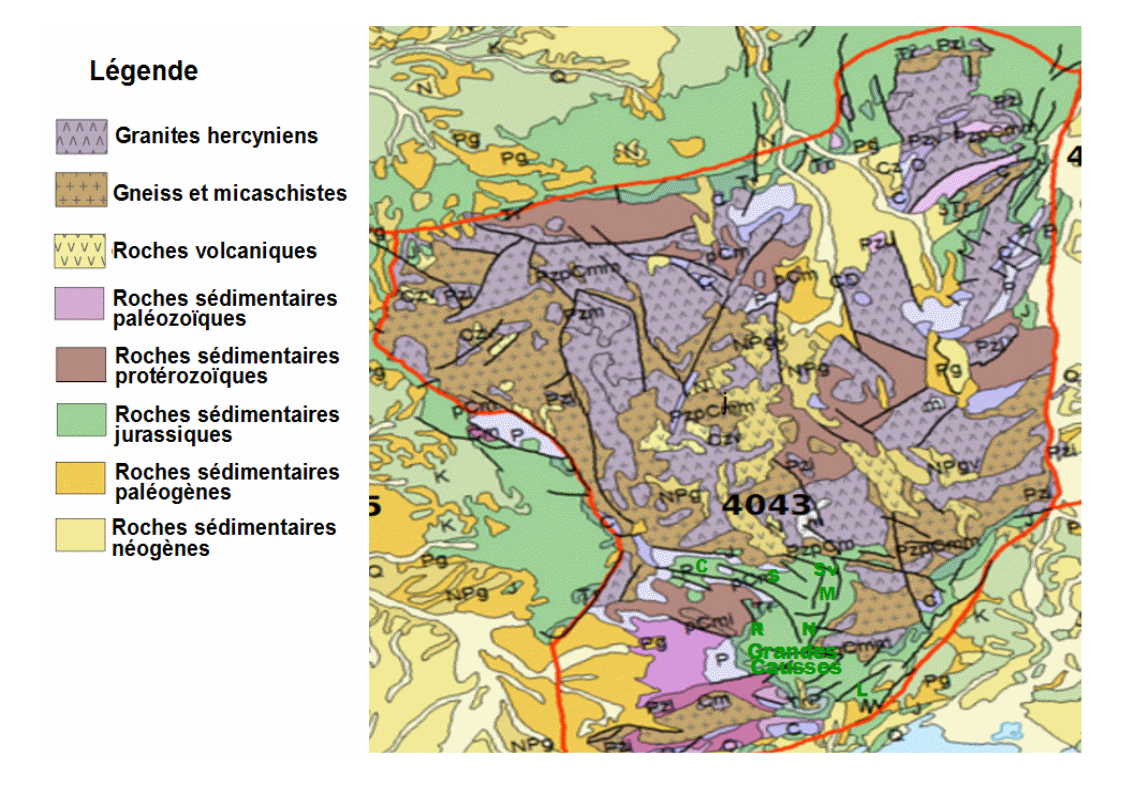
Carte géologique du Massif Central. Les Grands Causses sont notés en vert clair :
C = Comtal ; S = Séverac ;
Sv = Sauveterre ; M = Méjean ;
N = Noir ; R = Rouge ; L = Larzac.

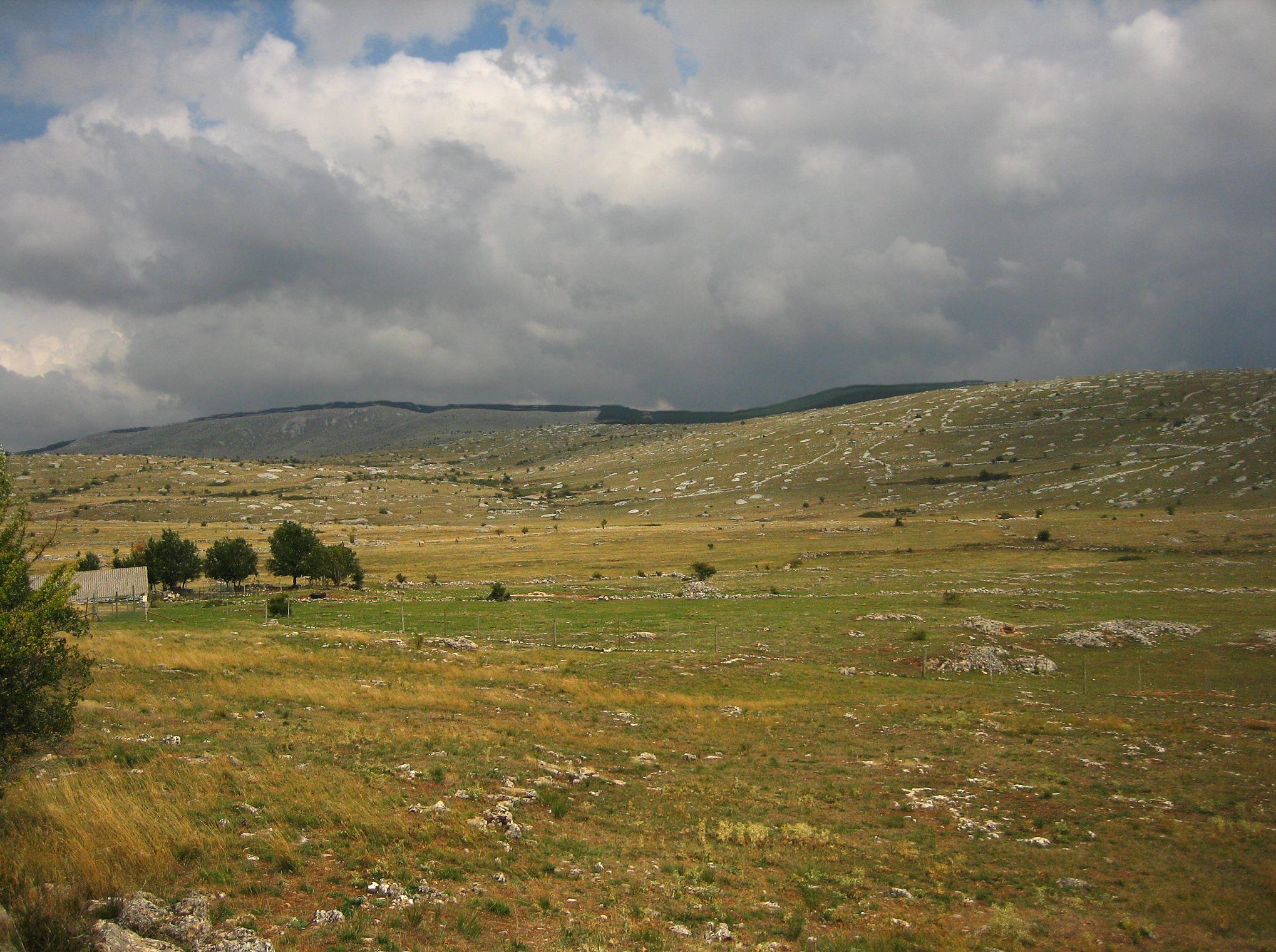
Le Causse Méjean.

Les Grands Causses font partie de la couverture sédimentaire méridionale du Massif central, conservée dans des dépressions ou des fossés d'origine tectonique. Ils forment un ensemble de hauts plateaux calcaires datant pour l'essentiel du Jurassique. On trouve peu de dépôts affleurants datant de la période précédente (trias) excepté au sud, dans le Saint-Affriquain et le Lodèvois. Quant aux dépôts postérieurs au Jurassique (Crétacé), ils sont quasiment absents. Les sédiments se sont déposés au Jurassique dans un golfe aux eaux chaudes encadré de blocs hercyniens plus ou moins soulevés et délimité par des failles correspondant à des lignes de faiblesse du socle. L'axe médian de la sédimentation de la région des causses correspond à une ligne allant de Millau à Mende : c'est là que les sédiments sont les plus épais (1 500 m par endroits).
Au tertiaire, à la suite de la surrection des Alpes et des Pyrénées, l'ensemble des sédiments a été soulevé sans plissement par le rejeu des anciennes failles du socle primaire et s'est retrouvé en position émergée (c'est la raison qui explique l'absence de sédiments du Crétacé et d'époques plus récentes). Les failles se regroupent en deux catégories : les méridiennes, correspondant à des forces de compression venant des Pyrénées et les transversales, correspondant à des forces de compression venant de l'arc alpin.
Les dépôts jurassiques calcaro-dolomitiques se trouvant à l'air libre, ceux-ci vont être ensuite soumis à l'érosion karstique. Les cours d'eau, en particulier le Tarn et la Jonte, vont y creuser, au fil du temps, des gorges ou former des cavités souterraines comme au Tindoul de la Vayssière. La dolomie, en s'érodant, a produit localement des formes originales (lapiaz géant) qu'on peut admirer dans des lieux comme Montpellier-le-Vieux ou Nîmes-le-Vieux.
Les Grands Causses sont le paysage karstique par excellence. Contrairement aux régions montagneuses, où les massifs calcaires sont d'extension plus réduite du fait de leur fragmentation tectonique, et contrairement aux autres régions karstiques de France où les formations de couverture jouent un rôle important dans le paysage, les Grands Causses affichent une aridité qu'accentuent la large étendue de leurs plateaux et l'enfoncement profond des vallées.

### Stratigraphie[7]
| Période    | Époque | Étage                      | Sous-étage | Caractéristiques principales |
| ---------- | ------ | -------------------------- | ---------- | --- |
| Trias      |        |                            |            | Épaisseur: 300 m dans le Lodévois mais s'amenuisant vers le nord (encore présent dans la région de Saint-Affrique) |
| Jurassique | Lias   | Hettangien                 |            | Composé de dolomie, presque sans fossiles. Couche très épaisse à l'ouest (200 à 250 m selon un axe Lodève-Millau) mais beaucoup moins à l'est et au nord (50 m à Séverac). |
|            |        | Sinémurien                 |            | Niveau complexe formé d'une alternance de calcarénite, de dolomie à pâte fine, de marnes feuilletées ou de calcaires argileux. Les débris végétaux y sont nombreux. Fossiles: crinoïdes, biostromes, lamellibranches, ammonites dans les calcaires argileux. Maximum d'épaisseur de la couche sur un axe Nant-Verrières (150 m) mais décroissance rapide autour de cette zone. |
|            |        | Pliensbachien              | Carixien   | Calcaires encrinitiques. Fossiles nombreux. Puissance maximale selon un axe Millau-Mende (30 à 50 m) mais passe à 10 m sur les bordures. |
|            |        |                            | Domérien   | Marnes noires se délitant en paillettes schistoïdes. Puissance maximale selon un axe Millau-Mende (70 à 80 m). Incorporation d'éléments détritiques (quartz, feldspaths) à l'est de la région. |
|            |        | Toarcien                   |            | Argiles calcaires, bitumineuses, disposées en feuillets ardoisiers. Lits de calcaires durs intercalés. Puissance maximale selon un axe Millau-Mende (200 m). |
|            | Dogger | Aalénien                   |            | Calcaires bleus et siliceux. Calcaires plutôt argileux à la base, plus purs au sommet. Fossiles: Cancellophycus. Puissance: de 50 à 60 m assez constante. |
|            |        | Bajocien                   |            | Calcaires dolomitiques à la base, calcaires oolithiques dans la partie supérieure. Disparition des Cancellophycus. Maximum de la sédimentation dans la région de Millau. L'épaisseur de la couche se maintient presque partout au-dessus de 50 m. |
|            |        | Bathonien                  |            | À la base, alternance d'argiles, de « schistes » bitumineux et de calcaires fins. Plusieurs petites couches de charbon. Au-dessus de ce niveau, calcaires sublithographiques (puissance: 150 à 200 m au centre de la région). Au Bathonien supérieur, on trouve une puissante formation de dolomie (200 m d'épaisseur).                                                        |
|            |        | Callovien                  |            | Calcaire cristallin (zone orientale uniquement : du Causse de Mende au nord jusqu'au Causse de Blandas au sud) peu épais (2 à 10 m). |
|            | Malm   | Oxfordien                  |            | Calcaires argileux à l'Oxfordien moyen (25 m). Au supérieur, puissante série, très monotone, de calcaires clairs (200 à 300 m). |
|            |        | Kimméridgien               |            | À la base, calcaires sublithographiques avec une faune d'ammonites. La partie supérieure est constituée de calcaire blanc ou de dolomie grise (puissance: 100 à 150 m). |
|            |        | Tithonien = ex-Portlandien |            | Calcaires blancs ou rosés. Fossiles: Nérinées, Polypiers. Calcaires non dolomitisés. Épaisseur d'environ 100 m. |

Le Crétacé est presque complètement absent de la région des causses. On a cependant trouvé quelques dépôts au sud de la région (vallée de la Vis) provenant de la mer crétacée qui recouvrait le Languedoc.

## Économie
Jusqu'à la fin du XVIIIe siècle, l'économie du Causse est essentiellement vivrière. Les cultures sont essentiellement céréalières grâce à des niveaux assez marneux dans les calcaires. Malgré un sol sec à végétation claire, les agriculteurs profitent des dépressions appelées dolines où s'accumulent les sédiments. L'élevage ne semble avoir d'intérêt que pour la toison laineuse des moutons qui fournit les centres manufacturiers de Lodève et de Clermont, les autres animaux étant utilisés pour leur force musculaire. Le début du XIXe siècle marque le début de l'exode rural massif, jusque-là saisonnier). Avec le développement de l'industrie fromagère. l'élevage tend à devenir la principale source de revenu mais cette activité ne freine pas l'exode et beaucoup d'anciens domaines cultivés deviennent de simples pacages ou sont consacrés à la production forestière. L'économie actuelle est basée sur l'agriculture, en particulier sur l'élevage ovin pour la viande et pour la production laitière servant à l'élaboration de fromages de pays (en tout premier lieu le roquefort, affiné dans les caves du même nom, et qui constitue un pilier de l'économie locale).
La situation particulière des Grands Causses, à cheval sur les domaines atlantique et méditerranéen, les place sur un axe de circulation majeur et en position d'arrière-pays de la côte languedocienne. De ce fait, se développent des projets d'aménagement et de mise en valeur de la région, en particulier autour de Millau.

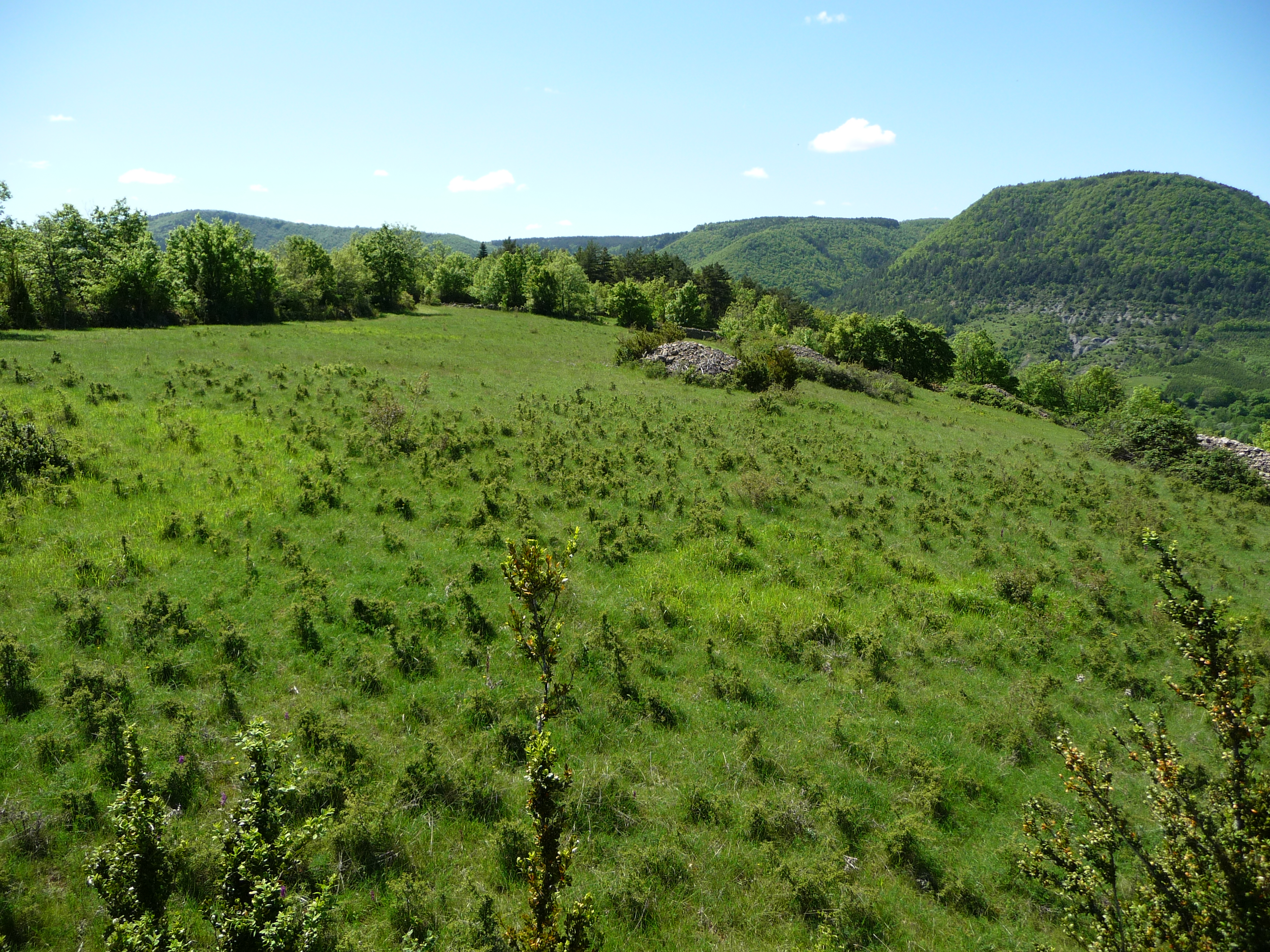
Pâture au printemps sur les hauteurs d'un causse périphérique au Larzac.
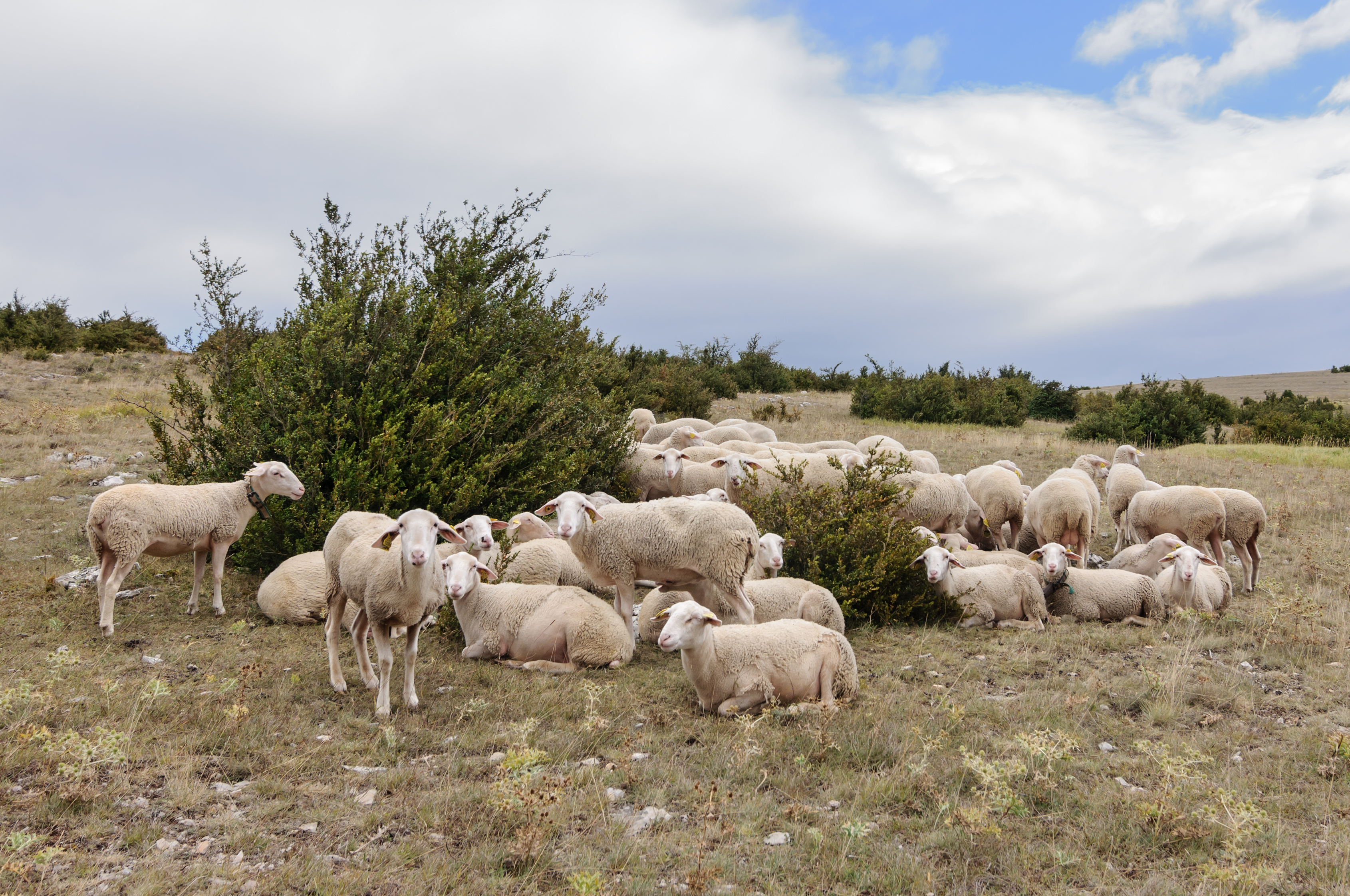
Troupe de brebis de race lacaune sur les hauteurs du Méjean à la fin de l'été.

## Faune et flore

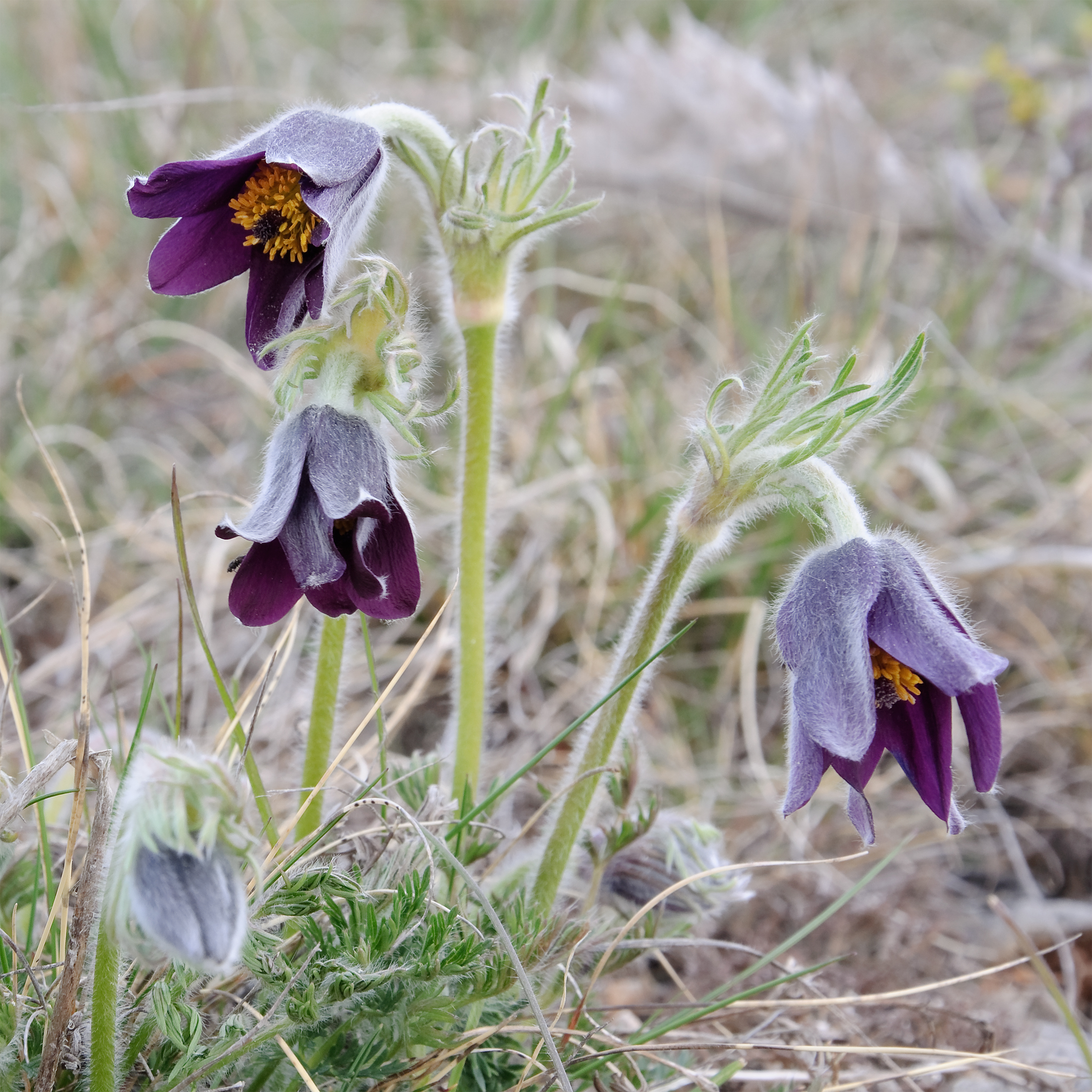
Anémone pulsatille de Coste (Pulsatilla vulgaris var. costeana, endémique des pelouse calcaires des Grands Causses.

- Pelouse sèche avec flore caractéristique de ce milieu comme la Stipe pennée, l'Adonis de printemps, la Carline à feuilles d'acanthe, l'Anémone de Coste ou l'Aster des Cévennes (sous-espèce de l'Aster des Alpes).
- Nombreuses orchidées (37 espèces) dont certaines endémiques

- Le vautour moine a été réintroduit en France à partir de 1992, grâce à des lâchers de jeunes oiseaux dans les Grands Causses. La population était de 18 couples en 2010[10].

## Protection environnementale et sociale
Ce territoire et sa population sont sous la protection d'un Parc national et d'un Parc naturel régional : le Parc national des Cévennes et le Parc naturel régional des Grands Causses.

Logo du Parc national des Cévennes.
Logo du Parc naturel régional des Grands Causses.

## Inscription

Logo du Patrimoine Mondial.

Depuis juin 2011, les Grands Causses sont entrés dans la liste du Patrimoine mondial de l'UNESCO à la suite de l'inscription du site Les Causses et les Cévennes : paysages culturels de l'agro-pastoralisme méditerranéen comme patrimoine culturel de l'humanité.